# József Asbóth
József Asbóth (18. září 1917, Szombathely, Maďarsko – 22. září 1986, Mnichov, Německo) byl maďarský tenista.

## Kariéra
V roce 1947 vyhrál dvouhru na Roland Garros, když porazil Jihoafričana Erica Sturgesse, a stal se tak prvním (a dosud posledním) mužským maďarským tenistou, kterému se podařilo vyhrát grandslamový turnaj. Byl rovněž prvním zástupcem střední a východní Evropy, který vyhrál některý z grandslamů. V roce 1948 se probojoval do semifinále Wimbledonu. Jeho daviscupová bilance byla 24 výher a 17 proher. Třináctkrát vyhrál maďarské národní mistrovství ve dvouhře. Podle statistik Johna Olliffa z deníku The Daily Telegraph byl v roce 1948 světovou osmičkou.
Po uchopení moci komunisty v Maďarsku roku 1948 se ihned dostal do problémů. Komunisté ho nechtěli vůbec pustit za hranice. Dovolili mu to až po osobní intervenci švédského krále Gustafa V. a po Asbóthově slibu, že se vrátí do vlasti a neemigruje. Slib dodržel, ale nakonec emigroval v roce 1958. Po ukončení hráčské kariéry se stal vedoucím mládeže Belgického tenisového svazu. Trénoval v Bruselu, v Ostende a nakonec v německém Mnichově.